# Jonathan Toews
Jonathan Toews (Winnipeg, Manitoba, 29. travnja 1988.) kanadski je profesionalni hokejaš na ledu. Lijevoruki je napadač i igra na poziciji centra. Danas je kapetan National Hockey League (NHL) momčadi Chicago Blackhawks.

## National Hockey League

### Chicago Blackhawks
Toews je izabran kao treći izbor Chicago Blackhawksa na draftu 2006. godine. Imao je debi iz snova - u prvoj utakmici regularnog dijela sezone iz prvog je šuta na gol zabio i svoj prvi NHL pogodak, a na sljedećih je 10 utakmica ostvario drugi najduži niz u povijesti. Na svakoj je utakmici, naime, upisao bod - pet golova i pet asistencija. U siječnju 2007. nakon što je propustio 16 utakmica nakon ozljede koljena, Toews je igrao odlično. Pstigao dva pogotka i za jedan asistirao protiv Nashville Predatorsa. Na koncu sezone plasirao se na ukupno treće mjesto među rookiejima te bio nominiran za Calder Trophy. Nije ga osvojio - ostao je drugi iza suigrača Patricka Kanea.
Nakon uspješne rookie sezone Chicago Blackhawksi su objavili da će im Toews u sezoni 2008./09. nositi kapetansku traku. S 20 godina i 79 dana ulazi u povijest NHL-a kao treći najmlađi kapetan, a iza samo Sidneyja Crosbyja iz Pittsburgh Penguinsa  (19 godina i devet mjeseci) i Vincenta Lecavaliera 2000. (19 godina i 11 mjeseci) iz Tampa Bay Lightninga. Tijekom sezone, zajedno sa suigračem Kaneom izglasan je među napadačke startere Zapadne konferencije na 57. tradicionalnoj All-Star utakmici u Montrealu. Nedugo nakon toga, 28. veljače 2008., Toews je upisao svoj hat-trick karijere u domaćem porazu Chicaga od Pittsburgh Penguinsa. Na koncu sezone upisao je 69 bodova u 82 utakmice, a Chicago je izbori prvi play-off nakon 2002. godine. Chicago je na "krilima" Toewsa i Kanea iznenađujuće stigao do konferencijskog finala gdje su poraženi od Detroita 4:1.
Početkom nove sezone (2009./10.), u studenome 2009., dvojac Toews-Kane odlično je funkcionirao, a Chicago je njihovim odličnim igrama profitirao upisavši šestu uzastopnu pobjedu. U gostujućem susretu kod Edmontona, 22. studenog 2009., Toews je zabio dvaput uz jednu asistenciju, dok je Kane upisao pogodak i dodavanje.
Početkom prosinca 2009. Chicago je osigurao budućnost najboljim igračima Toewsu i Patricku Kaneu koji su dobili 5-godišnje produženje ugovora vrijedno 31,5 milijuna dolara.

## Kanadska reprezentacija
Towes je 2007. s kanadskom reprezentacijom osvojio svjetsko juniorsko prvenstvo i naslov na IIHF svjetskog prvenstva sa seniorima. Godinu dana kasnije sa seniorima nije uspio obraniti naslov svjetskih prvaka, nakon što su poraženi u finalu od Rusije. Toews, nakon što se našao u popisu igrača Kanade za ZOI u Vancouveru 2010. s reprezentacijom je osvojio zlatnu medalju, pobijedivši u finalnom dvoboju 3:2 nakon produžetaka, velike rivale, reprezentaciju SAD-a. Već kao 21-godišnjak Toews ima osvojeno svjetsko i olimpijsko zlato.

## Statistika karijere

### Klupska statistika
| 2004./05.   | Shattuck-St. Mary's      | USHSW       | 64  | 48 | 62 | 110 | 38 | —  | — | — | —  | —  |
| 2005./06.   | Sveučilište u Sj. Dakoti | NCAA        | 42  | 22 | 17 | 39  | 22 | —  | — | — | —  | —  |
| 2006./07.   | Sveučilište u Sj. Dakoti | NCAA        | 34  | 18 | 28 | 46  | 22 | —  | — | — | —  | —  |
| 2007./08.   | Chicago Blackhawks       | NHL         | 64  | 24 | 30 | 54  | 44 | —  | — | — | —  | —  |
| 2008./09.   | Chicago Blackhawks       | NHL         | 82  | 34 | 35 | 69  | 51 | 17 | 7 | 6 | 13 | 26 |
| NHL ukupno  | NHL ukupno               | NHL ukupno  | 146 | 58 | 65 | 123 | 95 | 17 | 7 | 6 | 13 | 26 |
| NCAA ukupno | NCAA ukupno              | NCAA ukupno | 76  | 40 | 45 | 85  | 32 | —  | — | — | —  | —  |

### Kanadska reprezentacija
| Godina  | Reprezentacija | Nat.    | GP | G | A | Bod | KM |
| ------- | -------------- | ------- | -- | - | - | --- | -- |
| 2005.   | Kanada         | U-17    | 6  | 8 | 4 | 12  | 2  |
| 2006.   | Kanada         | SP U-20 | 6  | 0 | 2 | 2   | 2  |
| 2007.   | Kanada         | SP U-20 | 6  | 4 | 3 | 7   | 12 |
| 2007.   | Kanada         | SP      | 9  | 2 | 5 | 7   | 6  |
| 2008.   | Kanada         | SP      | 9  | 2 | 3 | 5   | 8  |
| Seniori | Seniori        | Seniori | 18 | 4 | 8 | 12  | 14 |

## Vanjske poveznice
- Profil na NHL.com
- Profil na The Internet Hockey Database